# District de Charsadda
Le district de Charsadda (en ourdou : ضلع چارسدہ) est une subdivision administrative de la province Khyber Pakhtunkhwa au Pakistan. Constitué autour de sa capitale Charsadda, le district est entouré par le district de Malakand au nord, le district de Mardan et de Nowshera à l'est, le district de Peshawar au sud et enfin l'agence de Mohmand dans les régions tribales à l'ouest.
Créé en 1988, le district compte près de deux millions d'habitants en 2023 et sa population d'ethnie pachtoune parle majoritairement le pachto. Il est situé à proximité immédiate de la capitale provinciale Peshawar et la population surtout rurale vit principalement de l'agriculture. C'est un fief politique acquis aux formations pro-Pachtounes.

## Histoire

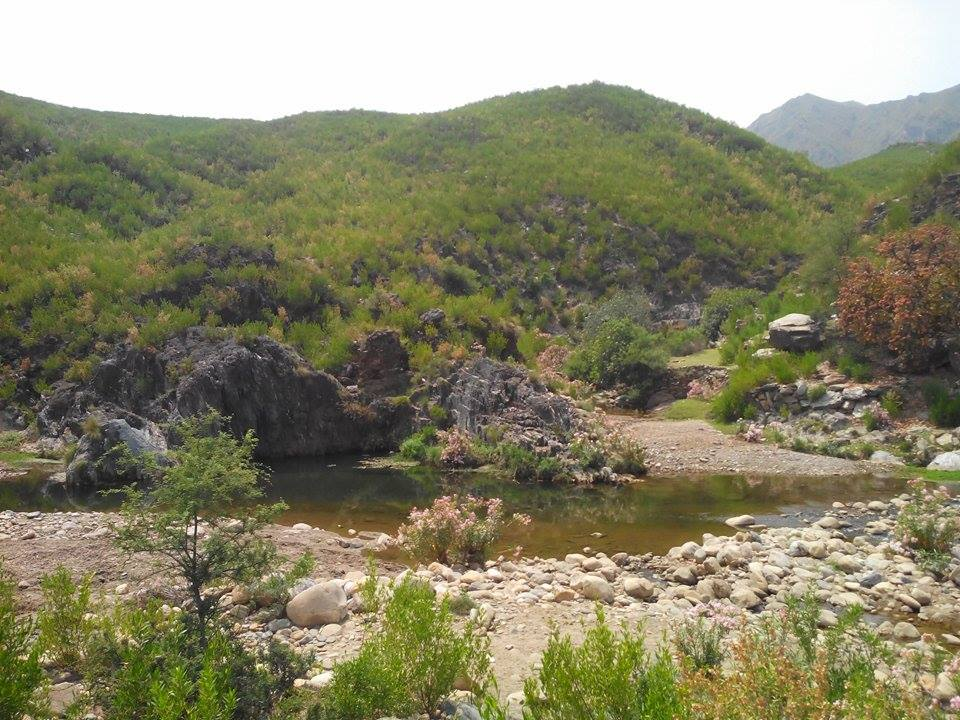
Paysage du district.

La région de Charsadda a été sous la domination de diverses puissances au cours de l'histoire, notamment l'Empire achéménide, le Sultanat de Delhi puis l'Empire moghol. Elle a ensuite été prise par l'Empire sikh en 1818, puis en 1848, elle est conquise par le Raj britannique. On trouve des traces de ces occupations, comme le site archéologique de Pushkalavati issu de la civilisation bouddhiste de Gandhara et situé à la périphérie de la ville de Charsadda.
En 1947, Charsadda est intégré au Pakistan à la suite de la partition des Indes, bien que la zone ait longtemps soutenu le mouvement Khudai Khidmatgar qui s'était opposé au mouvement pour le Pakistan. Le district de Charsadda est créé en 1988 à partir du tehsil du même nom qui était auparavant situé dans le district de Peshawar.

## Démographie
Lors du recensement de 1998, la population du district a été évaluée à 1 022 364 personnes, dont 19 % d'urbains. Le taux d'alphabétisation était de 31 % environ, soit moins que la moyenne nationale de 44 % et que la moyenne provinciale de 35 %. Il se situe à 47 % pour les hommes et 14 % pour les femmes, soit un différentiel de 33 points, supérieur aux moyennes provinciale et nationale de 32 et 23 points respectivement.
Le recensement suivant mené en 2017 pointe une population de 1 616 198 habitants, soit une croissance annuelle de 2,4 %, équivalant à la moyenne nationale mais inférieure à la moyenne provinciale de 2,9 %. Le taux d'urbanisation s'inscrit en baisse, à 17 % mais l'alphabétisation monte à 51 %, dont 66 % pour les hommes et 35 % pour les femmes.
D'après le recensement de 2023, la population atteint 1,8 million d'habitants, avec une urbanisation un peu en baisse, à 16 %. L'alphabétisation progresse un peu, à 54 %, un peu mieux que la moyenne provinciale de 51 %, dont 66 % pour les hommes et 40 % pour les femmes.
Les Pachtounes sont très largement majoritaires dans le district et parlent surtout le pachto, pour près de 99 % d'entre-eux en 2023. La population du district est très largement musulmane et les minorités religieuses sont très peu nombreuses : près de 4 400 chrétiens et 41 hindous en 2023.

## Administration

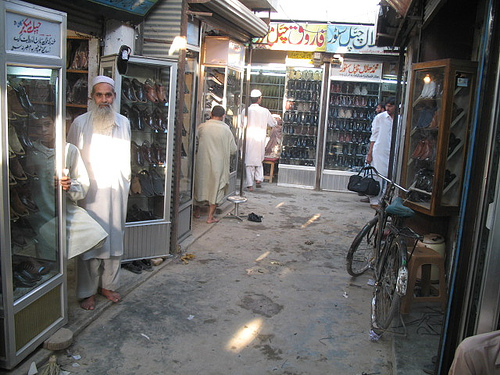
Marché dans la ville de Charsadda.

Le district est divisé en trois tehsils, Charsadda, Tangi et Shabqadar, ainsi que 58 Union Councils.
| Tehsil    | Population (rec. 2023) |
| --------- | ---------------------- |
| Charsadda | 909 438                |
| Tangi     | 485 542                |
| Shabqadar | 440 524                |

Le district compte quatre villes d'après le recensement de 2023. Il s'agit de Utmanzai, Tangi, Shabqadar et surtout de la capitale Charsadda. Elles regroupent près de 16 % de la population totale du district.
| Ville     | Population (rec. 2023) |
| --------- | ---------------------- |
| Charsadda | 120 170                |
| Shabqadar | 102 340                |
| Tangi     | 35 659                 |
| Utmanzai  | 34 257                 |

## Insurrection islamiste

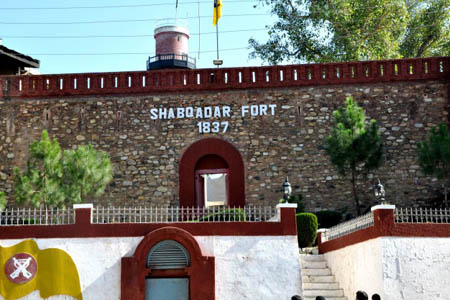
Le fort de Shabqadar, qui abrite des Frontier Constabulary.

Le district, qui possède une frontière commune avec les régions tribales, est situé au cœur du conflit armé du Nord-Ouest du Pakistan qui oppose les autorités aux insurgés talibans pakistanais.
Deux importants attentats ont eu lieu dans le district. Le 21 décembre 2007, à l'approche des élections législatives prévues pour le 8 janvier 2008, Aftab Ahmad Khan Sherpao (qui dirige un petit parti dissident du Parti du peuple pakistanais) est ciblé par un attentat qui tue 57 personnes, surtout des partisans de Sherpao à Charsadda. Il est revendiqué par le Tehrik-e-Taliban Pakistan (TTP). Le 13 mai 2011, un double-attentat à Shabqadar fait au moins 80 morts, surtout des cadets d'une branche paramilitaire de la police, les Frontier Constabulary. L'attaque est aussi revendiquée par le TTP, qui indique réagir à la mort d'Oussama ben Laden sur le sol pakistanais quelques jours auparavant.

## Politique
De 2002 à 2018, le district est représenté par les six circonscriptions no 17 à 22 à l'Assemblée provinciale de Khyber Pakhtunkhwa. Lors des élections législatives de 2008, elles ont été respectivement remportées par trois candidats du Parti national Awami et trois du Parti du peuple pakistanais (S), dont Aftab Ahmad Khan Sherpao, et durant les élections législatives de 2013, par un candidat de la Jamiat Ulema-e-Islam (F), quatre du PPP (S) devenu Qaumi Wattan et un du Mouvement du Pakistan pour la justice.
Avec le redécoupage électoral de 2018, Charsadda est représenté par les deux circonscriptions no 23 et 24 à l'Assemblée nationale et par les cinq circonscriptions no 56 à 60 à l'Assemblée provinciale. Lors des élections de 2018, elles sont remportées par six candidats du Mouvement du Pakistan pour la justice et un du Parti national Awami. 
| Parti                                        | Voix (national) | %       | Élus nationaux | Élus provinciaux |
| -------------------------------------------- | --------------- | ------- | -------------- | ---------------- |
| Mouvement du Pakistan pour la justice        | 145 507         | 35,02 % | 2              | 4                |
| Muttahida Majlis-e-Amal                      | 81 871          | 19,70 % | 0              | 0                |
| Parti national Awami                         | 79 553          | 19,15 % | 0              | 1                |
| Parti Qaumi Watan                            | 35 046          | 8,43 %  | 0              | 0                |
| Parti du peuple pakistanais                  | 25 163          | 6,06 %  | 0              | 0                |
| Autres partis                                | 10 356          | 2,49 %  | 0              | 0                |
| Indépendants                                 | 2 958           | 0,71 %  | 0              | 0                |
| Total exprimés                               | 415 500         | 100 %   | 2              | 5                |
| Source : Commission électorale du Pakistan,. |                 |         |                |                  |